# Малый катехизис
Ма́лый катехи́зис (от нем. Der Kleine Katechismus) — краткое изложение основ христианского учения, «как отец семейства должен объяснять своим домашним», составленное Мартином Лютером в 1529 году. Знание Малого катехизиса является условием конфирмации для лютеран.

## Содержание
Лютер утверждал, что сознательные христиане должны не только быть крещены, но и причащаться не реже четырёх раз в год, а также знать Десять заповедей, молитву «Отче Наш» и Символ веры. В катехизисе (в переводе Символа веры на немецкий язык) Лютер отказался от термина «Католическая церковь» и заменил его на «христианская Церковь» (christliche Kirche). Также Лютер указал на необходимость исповеди и кратких молитв утром, вечером, перед и после еды. Не отрицается и крестное знамение.